# Stura del Monferrato
La Stura del Monferrato est un petit cours d’eau, affluent de droite du Pô, qui naît et coule entièrement sur les collines du Montferrat (Italie) septentrional formant le long de son parcours le Val Cerrina.

## Géographie
Cours d’eau d’un débit modeste de 3,2 m3/s près de son embouchure, a un régime exclusivement pluvial.
Il se distingue des autres cours d’eau homonymes du Piémont comme la Stura di Lanzo, la Stura di Demonte et la Stura di Ovada.

## Sources
- (it) Cet article est partiellement ou en totalité issu de l’article de Wikipédia en italien intitulé « Stura del Monferrato » (voir la liste des auteurs).